# What a Sell!
What a Sell! è un cortometraggio muto del 1914 diretto da Hay Plumb.

## Trama
Un vagabondo costringe un galletto ad ingoiare un pendente rubato credendo che il gioiello sia prezioso. Scoprirà invece che si trattava di un falso.

## Produzione
Il film fu prodotto dalla Hepworth.

## Distribuzione
Distribuito dalla Hepworth, il film - un cortometraggio di 183 metri - uscì nelle sale cinematografiche britanniche nel luglio 1914.
Fu distrutto nel 1924 dallo stesso produttore, Cecil M. Hepworth. Fallito, in gravissime difficoltà finanziarie, Hepworth pensò in questo modo di poter almeno recuperare il nitrato d'argento della pellicola.